# Achaia Clauss

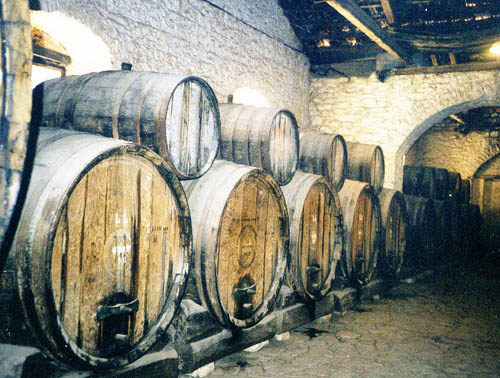
Mavrodaphne-Fässer im Kaiser-Keller

Achaia Clauss (Αχάια Κλάους) ist ein Weingut aus Patras bekannt vor allem für Mavrodaphne-Weine.

## Geschichte
1859 eröffnete Gustav Clauss, der im Gefolge von König Otto aus Bayern eingewandert war, einen Weinhandel. Zwei Jahre später gründete er zusammen mit Jakob Klipfel ein Weingut, das er später alleine weiterführte. Das Weingut gilt als drittältestes griechisches Unternehmen der Neuzeit, nach der Nationalbank (Ethniki Trapeza) und der griechischen Post (Ellinika Tachidromeia). Ab 1869 wurden Achaia Clauss Weine nach Deutschland exportiert. 1872 gründete Clauss mit Theodoros Harburger erneut einen Weinhandel, um auch in den eigenen Vertrieb der Weine einzusteigen. Ab 1908 war das Unternehmen führend in der Herstellung der Mavrodaphne und bedeutend in der Herstellung der Demestica, mit dem Tod von Clauss im selben Jahr übernahm Gudert das Unternehmen. Bis 1920 büßte das Unternehmen seine marktbeherrschende Stellung ein, erreichte aber bis zum Ausbruch des Zweiten Weltkrieges wieder großen Zuwachs. Nach dem Krieg erholte sich die Winzerei Achaia Clauss schnell und wurde besonders für ihren Demestica-Wein bekannt, den es in den 1960er und 1970er Jahren in fast allen griechischen Haushalten und Tavernen gab. 1983 wurden neue Abfüllanlagen in Betrieb genommen.
In den 1990er Jahren kam das Weingut in große finanzielle Schwierigkeiten und stand vor der Schließung. Mithilfe eines Finanzierungsplans und der Unterstützung einer griechischen Bank gelang es Nikos Karapanos, dem heutigen Manager des Weinguts, es zu retten, indem er wieder auf die traditionelle Herstellungsmethoden und qualitativen Wein setzte.

## Das Weingut als Ausflugsziel

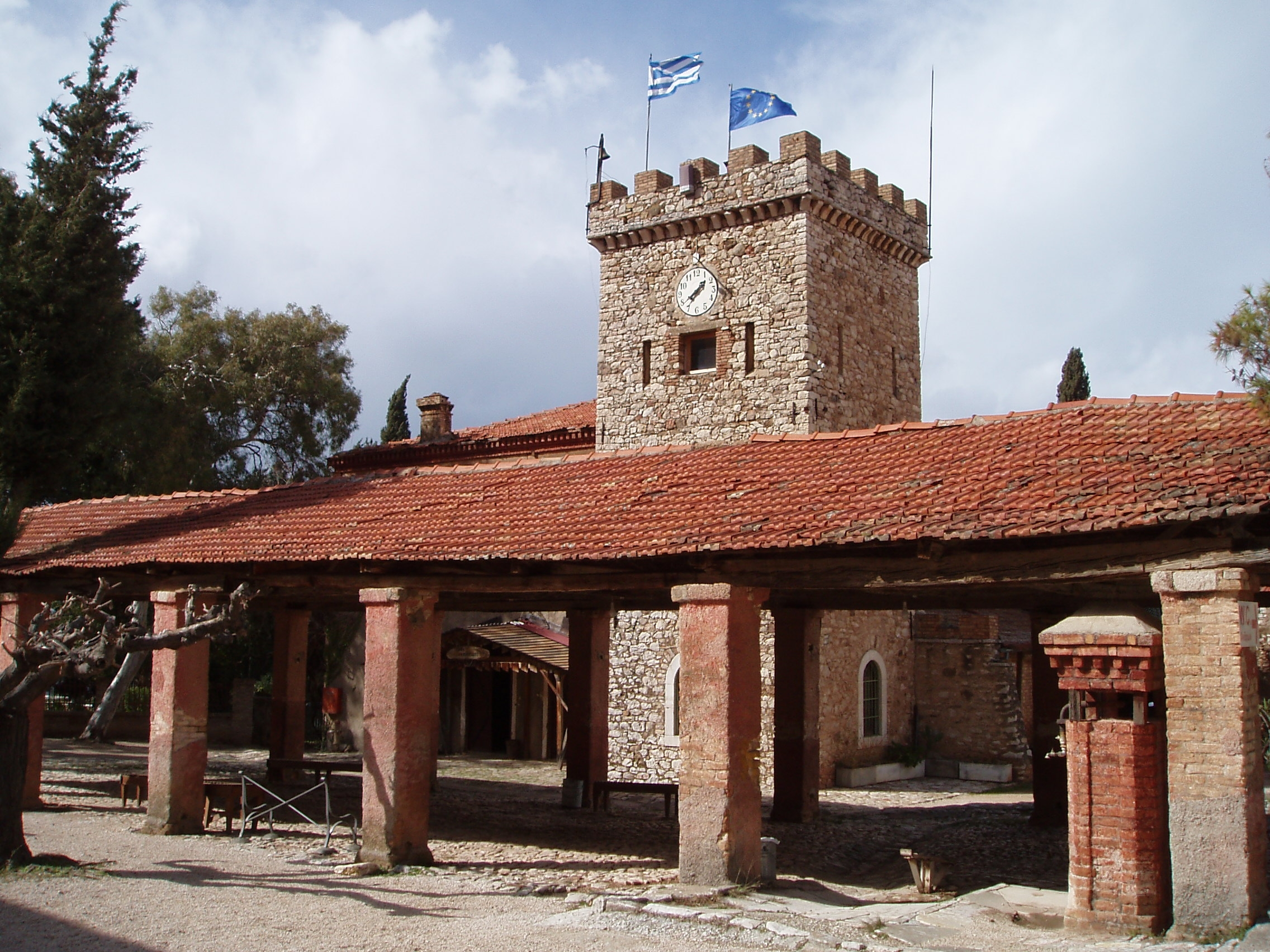
Das Weingut

Das Weingut war im 19. Jahrhundert ein beliebtes Ausflugsziel und wurde von fast allen griechischen Monarchen sowie vielen von deren ausländischen Gästen besucht. Als erste Besucherin gilt Kaiserin Elisabeth von Österreich-Ungarn (Sissi), die das Weingut im Oktober 1865 besucht hat. Der Jetset der 1970er Jahre entdeckte für sich das Weingut erneut; so kamen unter anderem Aristoteles Onassis und Omar Sharif.